# مورودجون أخماداليف
مورودجون أخماداليف (مواليد 2 نوفمبر 1994) هو ملاكم أوزباكستاني، مثّل بلاده في الألعاب الأولمبية الصيفية 2016 وحقق الميدالية البرونزية في فئة وزن البانتام.

## روابط خارجية
مورودجون أخماداليف على موقع بوكس ريك (الإنجليزية) (registration required)
- مورودجون أخماداليف على موقع اللجنة الأولمبية الدولية (الإنجليزية)
- مورودجون أخماداليف على موقع أوليمبيديا (الإنجليزية)